# Ruby Bridges
Ruby Nell Bridges Hall, coneguda simplement com a Ruby Bridges (Tylertown, Mississipi, 8 de setembre de 1954) és una activista estatunidenca pels drets civils de les persones racialitzades.
Fou la primera nena afroamericana a assistir a una escola de "només blancs", la William Frantz Elementary School de l'estat de Louisiana, des del novembre de 1960, trencant així amb la segregació racial que existia a les escoles, especialment a les dels estats del sud.

## Fets a la William Frantz Elementary School
Bridges era la gran de cinc germans, fills d'Abon i Lucille Bridges. Quan tenia quatre anys, la seva família es traslladà del seu Mississipi natal a Nova Orleans, Louisiana. L'any 1960, quan tenia sis anys, els seus pares van acceptar participar en la iniciativa de l'Associació Nacional per al Progrés de les Persones de Color (NAACP) i van oferir-la com a voluntària per participar en el procés d'integració al sistema educatiu de Nova Orleans.
Tot i que legalment la segregació escolar havia estat declarada injusta i desigualitària des de 1954 amb el cas Brown, gran part de la població blanca del sud es negava a integrar la gent afroamericana i els governs dels estats tampoc no impulsaven les noves lleis. La població negra es veia obligada a realitzar exàmens per determinar si se'ls acceptava o no a una escola "de blancs", la qual cosa feia que la integració fos de facto més difícil.
L'any 1960, després d'haver rebut una educació preescolar en un centre segregat l'any anterior, Bridges fou una dels sis alumnes negres a Nova Orleans que van passar la prova que determinava si podien entrar a l'escola William Frantz Elementary School, tot i que fou l'única que hi acabà assistint (dos hi renunciaren i la resta, les anomenades tres de McDonogh, foren transferides a l'escola també "de blancs" McDonogh 19).
El primer dia d'escola, Bridges i la seva mare foren escoltades fins a l'escola per quatre agents federals, i ho hagueren de fer també la resta del curs, encara que la petita ja anava sola.

William Frantz Elementary School, 2010

Tot i que el pare, en un principi, era reticent, la mare el va convèncer que aquell pas era necessari, no només per donar una millor educació a la seva filla, sinó també per tots els nens i nenes afroamericans.
Segons els records de Ruby Bridges, en arribar al centre el primer dia d'escola va veure una gran massa de gent que es manifestava contra la seva presència, mentre cridaven i llençaven objectes. Però ella assegura que en cap moment s'adonà del que passava, perquè pensà que es tractava de les celebracions pel Mardi Gras de Nova Orleans. L'agent Charles Burks afirmà, anys més tard, que "demostrà un gran coratge" i que "no plorà mai ni s'atemorí".

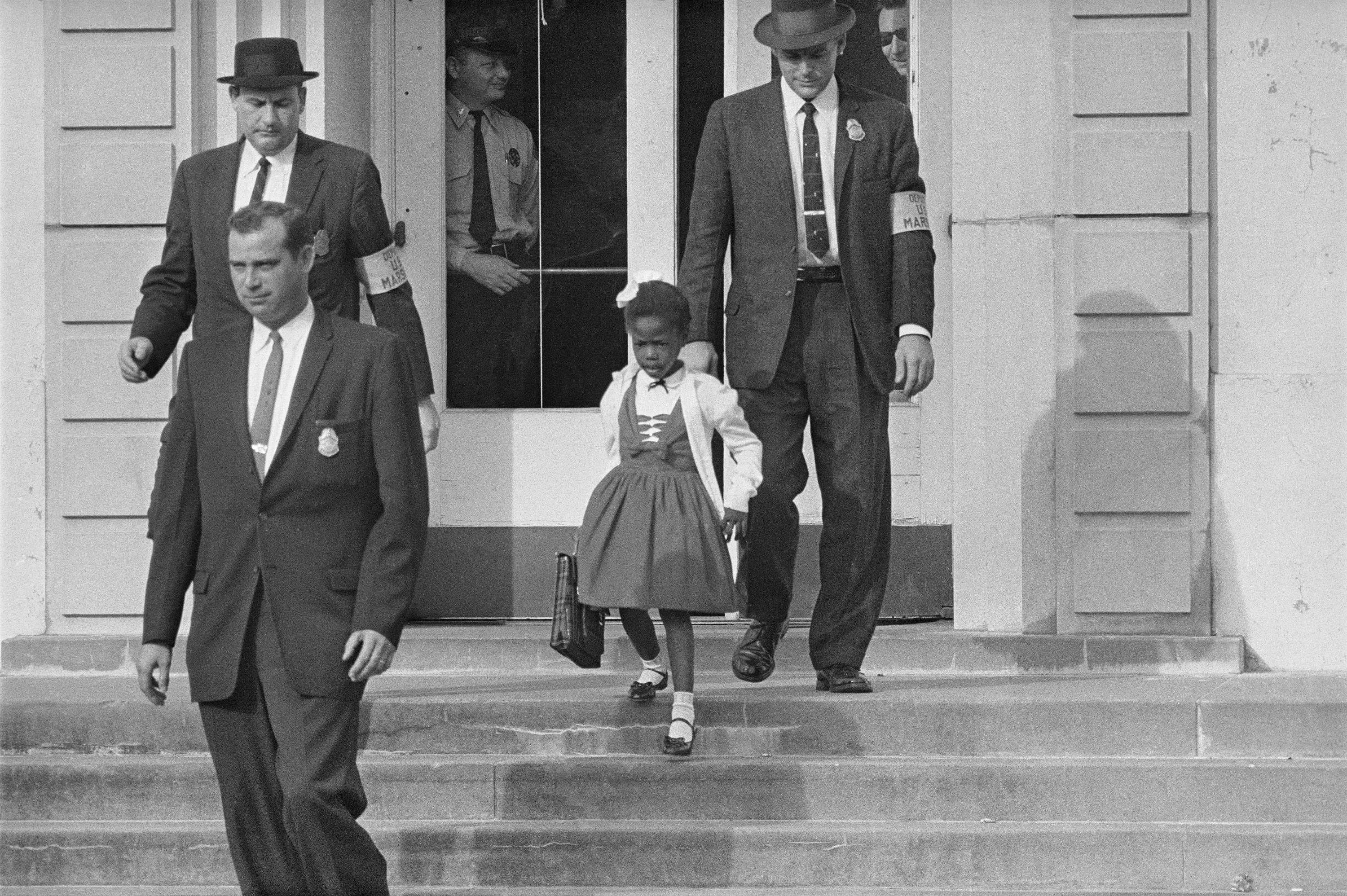
Agents federals acompanyant Bridge a l'escola.

Tan aviat com Bridges va entrar a l'escola, els pares blancs van treure els fills de les classes, i tots els mestres menys una, Barbara Henry, rebutjaren fer classe mentre hi hagués una alumna negra. Henry era una mestra de Boston que li feu classe durant un curs sencer a soles, però "com si ho fes per a una classe sencera".
Des de llavors, cada matí, de camí a l'escola una mare l'amenaçava amb enverinar-la, mentre una altra aguantava una nina negra dins d'un taüt. Per aquest motiu, per ordres del mateix president Eisenhower, a la nena només se li permetia dur menjar de casa.
El psiquiatra infantil Robert Coles es va oferir voluntari per tractar amb la petita Bridge durant el seu primer curs, i assistia a casa de Bridge cada setmana.
La decisió dels pares també afectà la família: el pare perdé la seva feina en una gasolinera, el supermercat on solien comprar els impedí entrar-hi, els avis perderen les terres que treballaven i els mateixos pares se separaren.
Malgrat tot, Bridges recorda que alguns membres de la comunitat, negres i blancs, els mostraren suport. Algunes famílies blanques continuaren portant els fills a l'escola, tot i el boicot, un veí li oferí una nova feina al pare i alguns veïns els protegien la casa, cuidaven els nens i seguien el cotxe dels agents federals de camí a l'escola. La roba que la nena duia les primeres setmanes a l'escola també els l'havia proporcionat un familiar del Dr. Coles, perquè la família no podia permetre's roba com la que apareix a les fotografies.

## Vida adulta

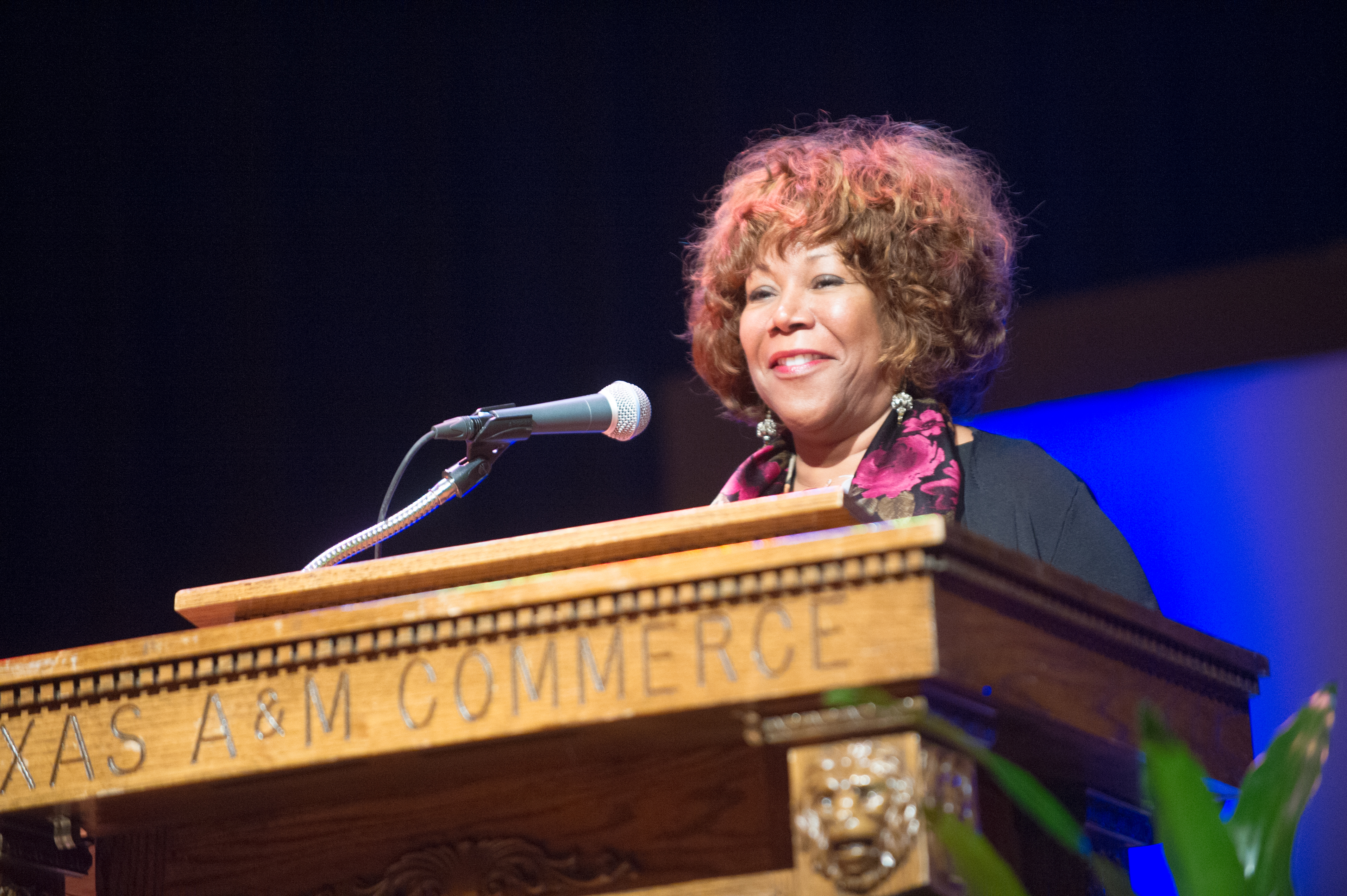
Bridges en una conferència universitària a Texas, febrer de 2015

Bridges, ara Ruby Bridges Hall, viu encara a Nova Orleans amb el seu marit Malcolm Hall i els seus quatre fills. Després de graduar-se en una escola sense segregació racial, treballà quinze anys com a agent de viatges i després fou mestressa de casa.
L'any 1999 fundà la Fundació Ruby Bridges, que promou valors de tolerància, respecte i estima a la diferència, i qualificà el racisme com una "malaltia dels adults" i que "hem de deixar de fer servir els fills per difondre-la".
Com moltes famílies de la zona, l'any 2005, Bridges perdé la seva casa amb les catastròfiques inundacions de l'huracà Katrina. L'huracà també afectà greument l'escola Frantz, i Bridges col·laborà significativament perquè continués oberta.
Des de novembre de 2007, hi ha una exposició permanent sobre la seva vida, juntament amb la d'Anna Frank i Ryan White, al Museu dels Nens d'Indianapolis.
L'any 2010, es reuní amb Pam Foreman Testroet, que fou la primera nena a trencar el boicot per la presència de Bridges a l'escola.
L'any 2011, Bridges visità el president Barack Obama a la Casa Blanca, que assegurà que sense l'esforç de nois i noies com ella no hauria mai arribat on era.

## Premis i honors
- 2000: Premi literari Carter G. Woodson pel seu llibre Through My Eyes ("Amb els meus ulls").[19]
- 2001: Presidential Citizens Medal per part del president Bill Clinton.[20]
- 2012: Grau honoris causa a la Universitat Tulane de Nova Orleans.[21]
- 2014: Inauguració d'una estàtua de Bridges al recinte de la William Frantz Elementary School.

## Obres
- Bridges, Ruby. Through My Eyes. 1st.  Nova York: Scholastic Press, 1999. ISBN 0590189239. OCLC 40588556.
- Bridges, Ruby. Ruby Bridges Goes To School: My True Story.  Nova York: Scholastic Press, 2009. ISBN 9780545108553. OCLC 230915434.